# Vierdaagse van de IJzer
De Vierdaagse van de IJzer is een internationale wandelmars in de Belgische provincie West-Vlaanderen, georganiseerd door Defensie. De jaarlijkse 'militaire oefening' staat open voor burgers en militairen uit binnen- en buitenland.
Het wandelgebeuren streeft drie doelstellingen na:
- De band tussen leger en bevolking versterken door militairen en burgers samen te brengen tijdens een gemeenschappelijke, sportieve inspanning;
- De gesneuvelden van de beide wereldoorlogen, in het bijzonder zij die vielen op de slagvelden in de Westhoek tijdens de Eerste Wereldoorlog, herdenken op een respectvolle manier;
- De wandelaars op een aangename manier laten kennismaken met de historische en toeristische waarde van de Westhoek.

Het organiseren van de vierdaagse wandeltocht is in handen van het 'Bataljon Artillerie' uit Nieuwpoort. Dit bataljon, gelegerd aan de Belgische Noordzeekust, wordt voor deze opdracht bijgestaan door het 'Competentiecentrum Steunmaterieel en -producten' uit Ieper. De organisatie verloopt in nauwe samenwerking met de gemeente Koksijde en de steden Nieuwpoort, Diksmuide, Poperinge en Ieper, waar ook alle start- en aankomstplaatsen liggen. Het 'Uitvoerend Comité van de Vierdaagse van de IJzer' organiseert elk jaar, tijdens de eerste volle week volgend op 15 augustus, deze wandelmars.
Het secretariaat bepaalt en tekent voor elke dag een omloop van 8, 16, 24, en 32 km uit, volgens een vast patroon (afwijkingen zijn steeds mogelijk):
- De openingsplechtigheid, de start van de eerste wandeldag en de aankomst van één der vier dagen (in principe van de eerste dag) vinden steeds plaats in Koksijde-Oostduinkerke, de gemeente waar de oorsprong van de Vierdaagse ligt;
- De omloop van de eerste wandeldag zal steeds over het grondgebied van Nieuwpoort, de laatste stad op het Westelijk Front van de Eerste Wereldoorlog, passeren;
- De aankomst van de laatste wandeldag, de slotplechtigheid + defilé van alle deelnemers en de start van een der vier dagen (in principe van de vierde dag) vinden steeds plaats in stad Ieper, uitgegroeid tot begrip en symbool van de Eerste Wereldoorlog.

De organisatie is aangesloten bij Wandelsport Vlaanderen en maakt ook deel uit van Klaver 4 samen met drie andere wandelevenementen.